# Reloj de los flamencos

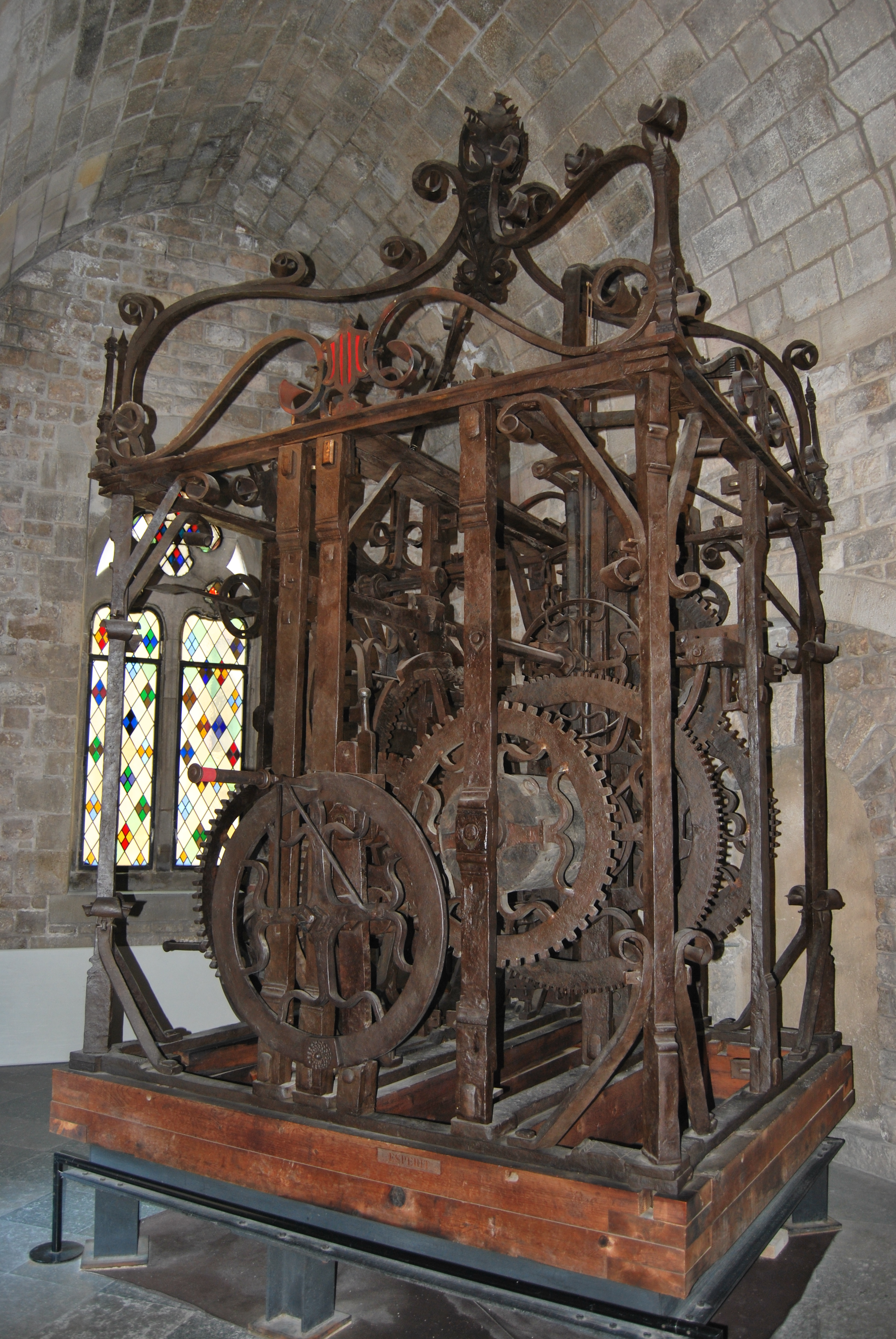
Reloj de los flamencos - MUHBA (1)

El reloj de los flamencos o gran reloj de Barcelona fue el reloj de referencia a la ciudad de Barcelona entre 1577 y 1864, durante 287 años. Fue el quinto de la serie de grandes relojes mecánicos que tuvo Barcelona desde 1396. Fue sustituido en 1864 por el sexto, un nuevo reloj construido por el relojero suizo Albert Billeter, a raíz de la creación del servicio municipal de la hora. 
Se lo conoce como reloj de los flamencos porque fue encargado por los consejeros de la ciudad a los relojeros flamencos Simón Nicolau de Purmerend y Climente Osen, de Utrecht. El encargo data de 1575. Lleva la data de 1576 y entró en servicio arriba del campanario de las horas de la catedral el año siguiente, concretamente el 27 de noviembre de 1577.
Es una máquina de hierro de grandes dimensiones (base de 2,08 x 2,40 m y altura máxima de 4,4 m, pesaba en origen 5,5 TM) probablemente la más grande del mundo en su género: reloj simple con mecanismos únicos de tiempo y sonería de cuartos y horas. No tenía agujas ni esfera. 
En 1685 se modificó su mecanismo para añadirle un péndulo. En 1864 fue desmontado para bajarlo el campanario de la catedral. Fue recuperado en 1892 y presentado como la pieza más destacada de la reunión de objetos relacionados con la historia de Barcelona que se formó en el Museo de arte y arqueología ubicado en el antiguo arsenal (actual Parlamento) de la Ciudadela. Nuevamente desmontado al final de la guerra civil española, fue recuperado y restaurado en 1976 por la cátedra de mecánica de la Escuela de Ingenieros Industriales de Barcelona. En 1985 quedó instalado en el Museo de Historia de Barcelona, donde se encuentra actualmente.